# Cho Hyun-wook
Cho Hyun-wook (né le 15 mars 1970) est un athlète sud-coréen, spécialiste du saut en hauteur.

## Biographie
Il remporte la médaille d'or du saut en hauteur lors des championnats d'Asie 1989, à New Delhi, avec la marque de 2,19 m.
Il participe en 1988, 1992 et 1996 aux Jeux olympiques, mains n'atteint jamais la finale de l'épreuve de saut.

### Palmarès
| Date | Compétition         | Lieu      | Résultat | Épreuve         | Performance |
| ---- | ------------------- | --------- | -------- | --------------- | ----------- |
| 1987 | Championnats d'Asie | Singapour | 2e       | Saut en hauteur | 2,22 m      |
| 1989 | Championnats d'Asie | New Delhi | 1er      | Saut en hauteur | 2,19 m      |

### Records
| Épreuve         | Performance | Lieu  | Date         |
| --------------- | ----------- | ----- | ------------ |
| Saut en hauteur | 2,28 m      | Séoul | 1er mai 1992 |